# Medicinboll

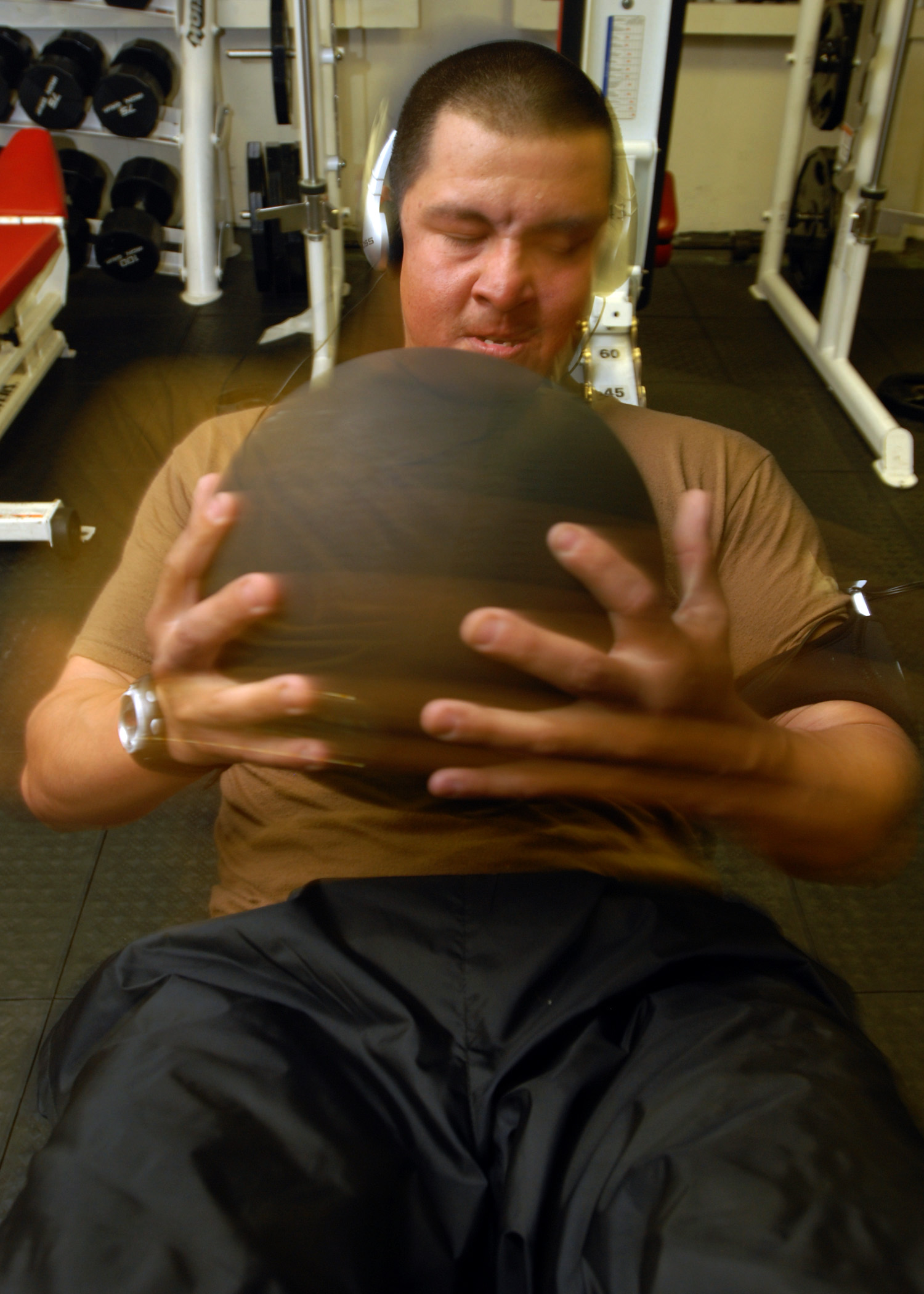
En man som håller i en medicinboll.

Medicinboll är en stoppad läder- eller gummiboll som används vid styrke- och gymnastikövningar. Den har en diameter på 30 till 35 cm, och väger vanligtvis 1-5 kg men förekommer även i tyngre och lättare varianter. Den spelar en viktig roll inom idrottsmedicinen och används ofta vid rehabilitering.
Uppfinnandet av den moderna medicinbollen tillskrivs polismannen och brottaren William Muldoon (1853–1933).

## Medicinbollar i populärkultur
I det tävlingsinriktade TV-programmet Gladiatorerna förekommer extra stora medicinbollar.
Ricky Bruch deltog 1975 i TV-programmet Superstars och kastade då en medicinboll rakt över salen och rätt in i väggen, därmed vann han grenen överlägset.